# George Emil Palade
George Emil Palade (Iași (Moldavië), 19 november 1912 – San Diego (Californië), 7 oktober 2008) was een Roemeens-Amerikaanse arts en celbioloog. In 1974 deelde hij de Nobelprijs voor de Fysiologie of Geneeskunde met Albert Claude en Christian de Duve voor het beschrijven van de structuur en functie van organellen in biologische cellen.

## Biografie
Palade was de zoon van Emil Palade, professor filosofie, en de onderwijzeres Constanta Cantemir-Palade. Hij ontving in 1940 een M.D. van de Carol Davila University of Medicine and Pharmacy van de Universiteit van Boekarest. Hij was lid van de faculteit, tot hij in 1945 naar de Verenigde Staten vertrok voor een postdoctorale opleiding. Daar werkte hij samen met biochemicus Albert Claude aan de Rockefeller-universiteit.
In 1952 werd Palade een genaturaliseerd inwoner van de Verenigde Staten. Hij was een professor aan achtereenvolgens het Rockefeller Instituut (1958-1972), de Yale-universiteit (1973-1990) en aan de Universiteit van Californië - San Diego (1990-2001).

## Werk
Palade heeft een belangrijk aandeel gehad in de ontrafeling van verschillende biochemische processen. Met behulp van nieuwe, door hem ontwikkelde elektronenmicroscopie slaagde hij erin om in 1952 als eerste de structuur van mitochondria in kaart te brengen. Samen met Siekevitz toonde hij in 1956 aan dat microsomen (waarvan aanvankelijk werd gedacht dat dit fragmenten mitochondria waren) onderdeel zijn van het intracellulaire transportsysteem.
Daarnaast bestudeerde en beschreef hij cytoplasma (specifiek ribosomen), deed onderzoek naar chemische synapsis en ontwikkelde betere methodes van ultracentrifugeren, elektronenmicroscopie en het prepareren van weefsel voor laboratoriumonderzoek.
In 1970 kreeg hij samen met Renato Dulbecco de Louisa Gross Horwitz-prijs voor Biologie of Biochemie van de Columbia-universiteit. Naast de Nobelprijs kreeg hij in 1966 de Albert Lasker Award for Basic Medical Research en in 1986 de National Medal of Science.
George Emil Palade overleed op 95-jarige leeftijd.
- Bibliothèque nationale de France: cb12284039f (data)
- CiNii: DA00614920
- Gemeinsame Normdatei: 119217880
- International Standard Name Identifier: 0000 0000 7832 3089
- Library of Congress Control Number: n93800260
- Nationale Bibliotheek van Tsjechië: nlk20000083427
- Nationale Bibliotheek van Israël: 987012323176805171
- Système universitaire de documentation: 066272122
- Virtual International Authority File: 84793291
- WorldCat: E39PBJxMmkF8XxmMpc6VhQmw4q

1901: Behring · 
1902: Ross · 
1903: Finsen · 
1904: Pavlov · 
1905: Koch · 
1906: Golgi, Ramón y Cajal · 
1907: Laveran · 
1908: Mechnikov, Ehrlich · 
1909: Kocher · 
1910: Kossel · 
1911: Gullstrand · 
1912: Carrel · 
1913: Richet ·
1914: Bárány · 
1919: Bordet · 
1920: Krogh · 
1922: Hill, Meyerhof · 
1923: Banting, Macleod · 
1924: Einthoven ·
1926: Fibiger · 
1927: Wagner-Jauregg · 
1928: Nicolle · 
1929: Eijkman, Hopkins · 
1930: Landsteiner · 
1931: Warburg · 
1932: Sherrington, Adrian · 
1933: Morgan · 
1934: Whipple, Minot, Murphy · 
1935: Spemann · 
1936: Dale, Loewi · 
1937: Szent-Györgyi · 
1938: Heymans · 
1939: Domagk · 
1943: Dam, Doisy · 
1944: Erlanger, Gasser · 
1945: Fleming, Chain, Florey · 
1946: Muller · 
1947: C. Cori, G. Cori, Houssay · 
1948: Müller · 
1949: Hess, Moniz · 
1950: Kendall, Reichstein, Hench · 
1951: Theiler · 
1952: Waksman · 
1953: Krebs,Lipmann ·
1954: Enders, Weller, Robbins · 
1955: Theorell · 
1956: Cournand, Forssmann, Richards · 
1957: Bovet · 
1958: Beadle, Tatum, Lederberg · 
1959: Ochoa, Kornberg · 
1960: Burnet, Medawar · 
1961: Békésy · 
1962: Crick, Watson, Wilkins · 
1963: Eccles, Hodgkin, Huxley · 
1964: Bloch, Lynen · 
1965: Jacob, Lwoff, Monod · 
1966: Rous, Huggins · 
1967: Granit, Hartline, Wald · 
1968: Holley, Khorana, Nirenberg · 
1969: Delbrück, Hershey, Luria · 
1970: Katz, Euler, Axelrod · 
1971: Sutherland · 
1972: Edelman, Porter · 
1973: Frisch, Lorenz, Tinbergen · 
1974: Claude, De Duve, Palade · 
1975: Baltimore, Dulbecco, Temin ·
1976: Blumberg, Gajdusek · 
1977: Guillemin, Schally, Yalow · 
1978: Arber, Nathans, Smith · 
1979: Cormack, Hounsfield · 
1980: Benacerraf, Dausset, Snell · 
1981: Sperry, Hubel, Wiesel · 
1982: Bergström, Samuelsson, Vane · 
1983: McClintock · 
1984: Jerne, Köhler, Milstein · 
1985: Brown, Goldstein · 
1986: Cohen, Levi-Montalcini · 
1987: Tonegawa · 
1988: Black, Elion, Hitchings · 
1989: Bishop, Varmus · 
1990: Murray, Thomas · 
1991: Neher, Sakmann · 
1992: Fischer, Krebs · 
1993: Roberts, Sharp · 
1994: Gilman, Rodbell · 
1995: Lewis, Nüsslein-Volhard, Wieschaus · 
1996: Doherty, Zinkernagel · 
1997: Prusiner · 
1998: Furchgott, Ignarro, Murad · 
1999: Blobel · 
2000: Carlsson, Greengard, Kandel ·
2001: Hartwell, Hunt, Nurse · 
2002: Brenner, Horvitz, Sulston · 
2003: Lauterbur, Mansfield · 
2004: Axel, Buck · 
2005: Marshall, Warren ·
2006: Fire, Mello ·
2007: Capecchi, Smithies, Evans ·
2008: Zur Hausen, Barré–Sinoussi, Montagnier ·
2009: Blackburn, Greider, Szostak ·
2010: Edwards ·
2011: Beutler, Hoffmann, Steinman ·
2012: Gurdon, Yamanaka ·
2013: Rothman, Schekman, Südhof ·
2014: O'Keefe, Moser, Moser ·
2015: Campbell, Omura, Tu ·
2016: Osumi ·
2017: Hall, Rosbash, Young ·
2018: Allison, Honjo ·
2019: Kaelin, Ratcliffe, Semenza ·
2020: Alter, Houghton, Rice ·
2021: Julius, Patapoutian ·
2022: Pääbo ·
2023: Karikó, Weissman ·
2024: Ambros, Ruvkun